# Erioneuron
Erioneuron es un género de plantas herbáceas perteneciente a la familia de las poáceas. Es originario del suroeste de Norteamérica en Estados Unidos y México.

## Taxonomía
El género fue descrito por George Valentine Nash y publicado en Flora of the Southeastern United States 143, 1327. 1903. La especie tipo es: Erioneuron pilosum (Buckley) Nash
Citología
Número de la base del cromosoma,  x = 8. 2n = 16. 2 ploid.
Etimología
Erioneuron: nombre genérico que deriva de las palabras griegas: erion = "lana", y neuron = "nervio", por lo tanto significa "choro nervudo" de  pelos en lema y palea.

## Especies aceptadas
A continuación se brinda un listado de las especies del género Erioneuron aceptadas hasta julio de 2014, ordenadas alfabéticamente. Para cada una se indica el nombre binomial seguido del autor, abreviado según las convenciones y usos.	
- Erioneuron avenaceum (Kunth) Tateoka
  - Erioneuron avenaceum var. avenaceum
  - Erioneuron avenaceum var. cabrerae (Caro) E.A. Sánchez
  - Erioneuron avenaceum var. grandiflorum (Vasey) Gould
  - Erioneuron avenaceum var. kurtzianum (Parodi) Anton
  - Erioneuron avenaceum var. longiaristatum (Kurtz) Beetle
  - Erioneuron avenaceum var. longiglume (Parodi) Anton
  - Erioneuron avenaceum var. nealleyi (Vasey) Gould
  - Erioneuron avenaceum var. nealleyi (Vasey) Gould
  - Erioneuron avenaceum var. pygmaeum (Hack.) Anton
- Erioneuron grandiflorum (Vasey) Tateoka
- Erioneuron nealleyi (Vasey) Tateoka
  - Erioneuron nealleyi var. grandiflorum (Vasey) Beetle
  - Erioneuron neallyi var. neallyi
- Erioneuron pilosum (Buckley) Nash
  - Erioneuron pilosum var. argentinum (Kuntze) Nicora
  - Erioneuron pilosum var. aristiglumis (Caro) E.A. Sánchez
  - Erioneuron pilosum var. longearistatum (Kurtz) Anton
  - Erioneuron pilosum var. mendocinum (Parodi) Nicora
  - Erioneuron pilosum var. parodianum E.A. Sánchez
  - Erioneuron pilosum var. pilosum
- Erioneuron pulchellum (Kunth) Tateoka